# Centro Cultural Roberto Fontanarrosa
El Centro Cultural Roberto Fontanarrosa (cuyo nombre anterior fue Centro Cultural Bernardino Rivadavia) es un centro cultural de la ciudad de Rosario, Argentina. Aunque su principal función es difundir la cultura en sus diferentes disciplinas, como lo son las artes plásticas, música, teatro, cine y literatura, también funciona como centro de congresos y convenciones, llevándose a cabo encuentros, seminarios, simposios y exposiciones comerciales sobre variadas temáticas.

## Historia

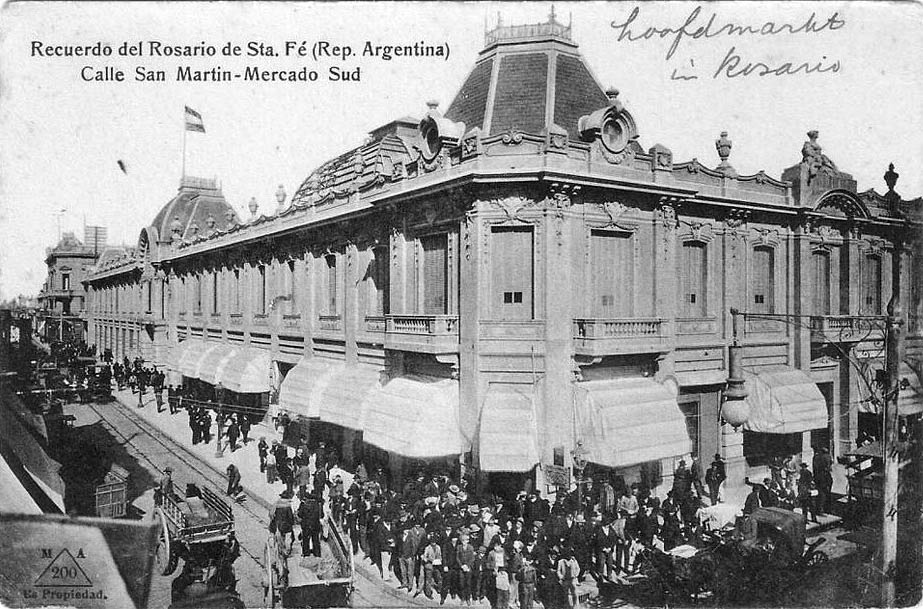
El antiguo Mercado demolido en 1962.

Hasta 1962, en el predio municipal delimitado por las calles San Martín, San Luis, San Juan y la cortada Barón de Mauá existió el edificio del viejo Mercado Central, el cual fue demolido ese mismo año, dejando un pozo en medio de un baldío. Años más tarde, por convenio entre la Municipalidad y el Automóvil Club Argentino, el pozo se destinó a la construcción de una playa de estacionamiento y a nivel de la calle se construyó una plaza seca denominada "Emidgio Pinasco", nombre que fue cambiado rápidamente por el actual de «Plaza Montenegro».
Con motivo del Mundial ’78, un sector de la Plaza Pinasco sobre la calle San Juan fue cedido para el emplazamiento del Centro de Prensa Rosario. En principio fue un proyecto de carácter provisorio, pero luego se decidió que se construiría un edificio con criterio de permanente. El proyecto se adjudicó a Estudios Asociados, una firma local integrada por los arquitectos Juan y Mario Solari Viglieno, Andrés Facchini y Rubén Giménez Rafuls.
De acuerdo al proyecto inicial, una vez cumplida la función de prensa, la construcción debía ser destinada al funcionamiento de un centro cultural. La iniciativa fue respaldada por el intendente (desde 1976 hasta 1981) Capitán de Navío (RE) Augusto Félix Cristiani, quien designaría al Centro Cultural con el nombre de "Bernardino Rivadavia". Cristiani recibió fuertes presiones de diversos sectores para ocupar el edificio. El Ejército deseaba mudarse a la sede de la Aduana y desplazar las dependencias de la Dirección General Impositiva que allí funcionaban, al actual Centro Cultural. El intendente recurrió al Ministro del Interior de la Nación.
Finalmente se cedió el 3.º piso para la emisora LT2, intervenida por el Ejército, y un sector del hall de ingreso para Aerolíneas Argentinas, dependiente de la Fuerza Aérea. A cambio, LT2 debía otorgar espacios sin cargo de difusión al Centro Cultural y Aerolíneas Argentinas 5 pasajes mensuales para el trayecto Rosario–Buenos Aires, o distancias equivalentes.
En 1985, Aerolíneas finalizó su mudanza fuera del edificio, por razones de espacio. Después del final de la dictadura militar (entre 1976 y 1983), entre 1989 y 1993 su director general fue el poeta Reynaldo Vasco Uribe (1951-2014).

### Cambio de nombre
En julio de 2007 el concejal Alfredo Curi propuso cambiar el nombre del centro cultural a «Roberto Fontanarrosa», aunque la moción no prosperó.
En julio de 2011, a través de Facebook, un grupo de rosarinos tomó la propuesta antes mencionada con la idea de llevarla al Concejo Municipal para transformarla en ordenanza.
En el año 2012, cinco años después de la muerte del artista rosarino Fontanarrosa, se aprobó el proyecto de cambiar el nombre por el actual.

## Instalaciones

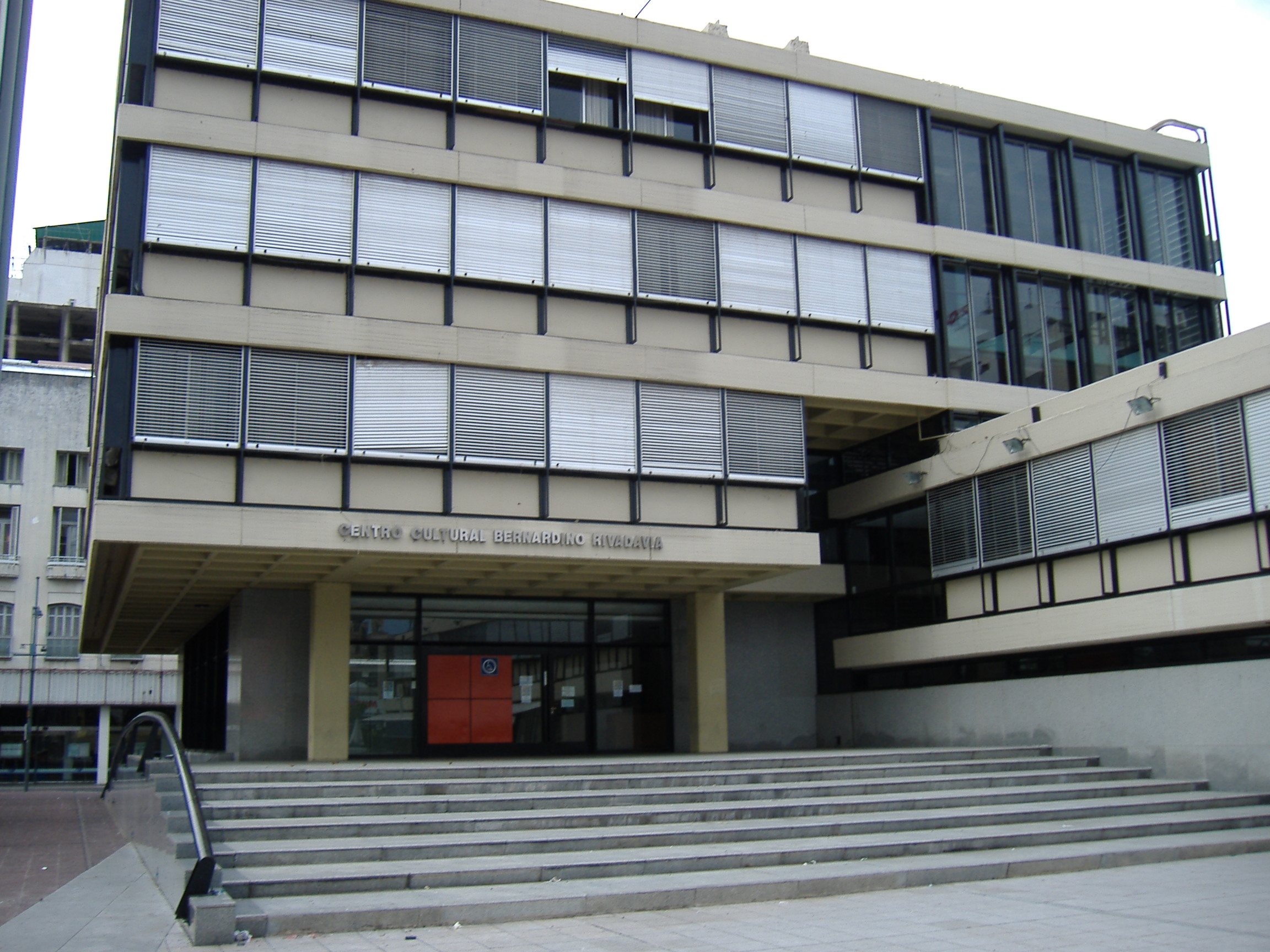
Fachada y escalinata de acceso.

| Sala                                            | Ubicación    | Superficie (en m²) | Cantidad de personas |
| ----------------------------------------------- | ------------ | ------------------ | -------------------- |
| Schiavoni                                       | Planta Baja  | 52                 | 35                   |
| Olga Cossettini                                 | Entrepiso    | 412                | 350                  |
| Alcides Greca                                   | Primer Piso  | 84                 | 100                  |
| Irma Peyrano                                    | Primer Piso  | 67                 | 60                   |
| Edgar Spinassi                                  | Segundo Piso | 211                | 160                  |
| Leónidas Gambartes                              | Segundo Piso | 200                | 160                  |
| Hilarión H. Larguía                             | Tercer Piso  | 400                | 400                  |
| Salas de Arte: Hall Central y Augusto Schiavoni |              |                    |                      |